# パウンド・フォー・パウンド
パウンド・フォー・パウンド（英: Pound for pound、頭字語：PFP、P4P）は、ボクシング、総合格闘技、キックボクシングなどの格闘技において、異なる階級の選手を比較・対比する方法を指し示す用語。1950年代初期にリング誌の初代編集長であるナット・フライシャーによって造られたとされているが、1900年代初期から存在していたことも確認されている。様々なスポーツおよび格闘技メディアが独自に選定したパウンド・フォー・パウンドのランキングも発表されているが、厳密な選定基準がなく、曖昧であり、選定者の主観により選定されている。

## 定義
スポーツライターの杉浦大介は、パウンド・フォー・パウンドの定義を「全階級を通じて誰が最も優秀なボクサーであるかを経歴と表層上の戦力評価で定めるランキング」であり、特に日本において誤解されがちな「体重が同一と仮定したら誰が一番強いかを決めるランキング」ではない。対戦相手の質が重要な経歴の比べ合いであり、どれだけ強い勝ち方をしても対戦相手の質が伴わなければ基本的に高評価はされないとしている。
DAZNは、パウンド・フォー・パウンドの選定基準を以下のように定めている。
- 通算成績：勝敗数は重要。順位を上げるためには勝利が必要。
- 対戦相手のレベル：レベルの低い相手に全勝しても意味はない。最大のライバルやチャンピオンを下してこそ勝利の価値が大きくなる。
- 勝利した試合のクオリティ：格好良く勝つことも印象を高める要因。格上の対戦相手を乗り越えて、大きな勝利をもぎ取るというのも重要な要素。
- 活動量：ランキングに載った選手がしばらく試合を行わなかったからといって、すぐに選手としての価値が落ちるわけではない。一方で直近の大一番で勝利を挙げた選手からの突き上げを受けるリスクがある。

## ボクシング
ボクシングでは、様々なボクシングメディアが独自に選定したパウンド・フォー・パウンドのランキングを発表しているが、十数名の選定者によって決定されるリング誌とESPN.comによるものが有名である。選定方法については、ESPN.comでは選定者の投票によるポイント計算で決定されるが、リング誌ではポイント計算だけでなく、選定者間でのメールによる意見交換などオンライン上で議論がなされ、他の選定者の主張を聞いた上で順位を変えることもあるなど、民主主義的なやり方で決定される。
中量級の往年の名王者シュガー・レイ・ロビンソンが「ロビンソンこそが階級の壁を越えた最も偉大な王者」と称えられたことから、「パウンド・フォー・パウンド・ベスト（PFP最強）」という用語が生み出された。1960年代終盤から1970年代序盤にかけてはホセ・ナポレス、1970年代中盤から終盤にはモハメド・アリ、1980年代にはロベルト・デュラン、シュガー・レイ・レナード、マービン・ハグラー、1980年代終盤はマイク・タイソン、1990年代序盤はフリオ・セサール・チャベス、パーネル・ウィテカー、1990年代中盤はロイ・ジョーンズ・ジュニア、オスカー・デ・ラ・ホーヤ、2000年代序盤はシェーン・モズリー、バーナード・ホプキンス、2000年代中盤はフロイド・メイウェザー・ジュニア、マニー・パッキャオ、2010年代中盤はローマン・ゴンザレス、アンドレ・ウォード、ゲンナジー・ゴロフキン、2010年代終盤はワシル・ロマチェンコ、サウル・アルバレス、2020年以降はオレクサンドル・ウシク、テレンス・クロフォード、井上尚弥らがPFP最強との呼び声が高い。
なお、リング誌は1989年から独自に選定したPFPベスト10のランキングを発表しているが、2024年現在までにランキング入りした日本人選手は、山中慎介、内山高志、井上尚弥、井岡一翔、中谷潤人、寺地拳四朗の6選手のみである。また、2022年6月10日（日本時間で11日）に井上尚弥が日本人最高位の1位を獲得している。